# Christian Moser (Skispringer)
Christian Moser (* 20. Dezember 1972 in Villach) ist ein ehemaliger österreichischer Skispringer.

## Werdegang
Am 4. Januar 1990 startete Moser als Springer innerhalb der nationalen Gruppe bei der Vierschanzentournee erstmals bei einem Weltcup-Springen in Innsbruck und beendete den Weltcup als 72. Auch zwei Tage später konnte er in Bischofshofen nur den 74. Platz erreichen. Erst in der Saison 1992/93 stellte sich dann der Erfolg ein. Bereits im ersten Springen am 13. Dezember 1992 in Ruhpolding konnte er mit Platz 24 auf der Großschanze auf sich aufmerksam machen. Am 19. Dezember konnte er im japanischen Sapporo den 8. Platz und damit seine erste Top-10-Platzierung erreichen. Nachdem er die Saison auf dem 51. Platz in der Weltcup-Gesamtwertung beendete, stand er auch in der folgenden Saison wieder im Nationalkader. Nach einem guten Saisonstart mit Plätzen im Mittelfeld, wurde er für das österreichische Team für die Olympischen Winterspiele 1994 in Lillehammer nominiert. In Lillehammer erreichte er mit der Mannschaft gemeinsam mit Heinz Kuttin, Stefan Horngacher und Andreas Goldberger die Bronzemedaille. Zudem erreichte er auf der Normalschanze einen überraschenden 10. Platz sowie auf der Großschanze den 26. Platz. Zwei Wochen nach den Spielen gewann er mit dem Team das Weltcup-Teamspringen in Lahti und stand somit erstmals in seiner Karriere auf dem Podium. Nur einen Tag später konnte er im Einzelspringen auf der Normalschanze den 2. Platz und damit einen weiteren Podiumsplatz erreichen. Nach einer erfolgreichen Saison 1994/95 konnte er den 21. Gesamtrang im Weltcup belegen.
Die folgende 1995/96 verlief weniger erfolgreich. Lediglich mit dem Team konnte er in Lahti erneut aufs Podium springen, jedoch diesmal nicht als Sieger, sondern nur als Zweiter. Bei der Nordischen Skiweltmeisterschaft 1995 im kanadischen Thunder Bay konnte er im Einzelspringen lediglich den 15. Platz auf der Normalschanze sowie den 41. Platz auf der Großschanze erreichen. Im Teamspringen kam er gemeinsam mit Andreas Widhölzl, Reinhard Schwarzenberger und Andreas Goldberger nur auf den 6. und damit letzten Platz. Bei einem Wettkampf erlitt Moser, der zu diesem Zeitpunkt bei einer Körpergröße von 1,81 m noch 58 kg wog, einen Zusammenbruch und musste sich in der Folge zu seiner Magersucht bekennen.
Nach fünf weiteren Weltcup-Springen im Anschluss an die WM beendete Moser nach dem Springen in Hakuba am 26. Januar 1997 seine aktive Springerkarriere.
2005 gründete Moser den Skisprungclub Wiener Stadtadler, um Skispringen als Sportart auch in der österreichischen Bundeshauptstadt zu ermöglichen. Der Verein ist der einzige aktive Skisprungclub in Wien, Niederösterreich und dem Burgenland.

## Erfolge

### Schanzenrekorde
| Ort       | Land    | Weite               | aufgestellt am  | Rekord bis      |
| --------- | ------- | ------------------- | --------------- | --------------- |
| Engelberg | Schweiz | 125,5 m (HS: 137 m) | 15. Januar 1995 | 15. Januar 1995 |